# معماری زمان محرک
معماری زمان‌محرک (مخفف TTA)، که به عنوان یک سیستم زمان‌محرک نیز شناخته می‌شود، یک سیستم کامپیوتری است که یک یا چند مجموعه از وظایف را طبق یک برنامه زمان‌بندی از پیش تعیین شده اجرا می‌کند. پیاده‌سازی یک سیستم TT معمولاً شامل استفاده از یک وقفه واحد است که به سرریز دوره‌ای یک تایمر مرتبط است. این وقفه ممکن است یک برنامه‌ریز وظیفه (نوعی سیستم‌عامل بی‌درنگ محدود) را فعال کند. برنامه‌ریز سپس وظایف سیستم را در نقاط زمانی از پیش تعیین شده آزاد خواهد کرد.

## تاریخچه و توسعه
به دلیل رفتار زمان‌بندی بسیار پیش‌بینی‌پذیرشان، سیستم‌های TT برای سال‌ها در توسعه سیستم‌های حساس به ایمنی در صنایع هوافضا و سیستم‌های مرتبط استفاده شده‌اند.
یکی از متون اولیه که اصول معماری زمان‌محرک، ارتباطات و رویکردهای زمان محدود را معرفی می‌کند، کتاب سیستم‌های real-time: اصول طراحی برای برنامه‌های توزیع‌شده و جاسازی‌شده در سال 1997 است.
استفاده از سیستم‌های TT با انتشار کتاب Patterns for Time-Triggered Embedded Systems (PTTES) در سال 2001 و کتاب مقدمه‌ای مرتبط به نام Embedded C در سال 2002 گسترش یافت. کتاب PTTES همچنین مفاهیم برنامه‌ریزهای ترکیبی زمان‌محرک (یک معماری برای سیستم‌های زمان‌محرک که نیاز به پیش‌امپشن وظایف دارند) و برنامه‌ریزهای ساعت مشترک (یک معماری برای سیستم‌های توزیع‌شده زمان‌محرک که شامل چندین گره همگام شده است) را معرفی کرد.
از زمان انتشار کتاب PTTES، تحقیقات گسترده‌ای در زمینه سیستم‌های TT انجام شده است.

## کاربردهای کنونی
سیستم‌های زمان‌محرک اکنون معمولاً با استانداردهای ایمنی بین‌المللی مانند IEC 61508 (سیستم‌های صنعتی)، ISO 26262 (سیستم‌های خودرویی)، IEC 62304 (سیستم‌های پزشکی) و IEC 60730 (لوازم خانگی) مرتبط هستند.

## جایگزین‌ها
سیستم‌های زمان‌محرک را می‌توان به‌عنوان یک زیرمجموعه از معماری سیستم‌های رویداد-محرک (ET) عمومی‌تر در نظر گرفت (برای اطلاعات بیشتر به برنامه‌نویسی رویداد-محور مراجعه کنید).
پیاده‌سازی یک سیستم ET معمولاً شامل استفاده از چندین وقفه است که هر کدام به رویدادهای دوره‌ای خاص (مانند سرریز تایمرها) یا رویدادهای آپریودیک (مانند ورود پیام‌ها از طریق یک باس ارتباطی در نقاط تصادفی زمانی) مرتبط هستند. طراحی‌های ET به‌طور سنتی با استفاده از آنچه که به عنوان سیستم‌عامل real-time (یا RTOS) شناخته می‌شود، مرتبط هستند، هرچند استفاده از چنین پلتفرم نرم‌افزاری ویژگی تعریف‌کننده معماری ET نیست.